# 伊集院光のばんぐみ
『伊集院光のばんぐみ』（いじゅういんひかるのばんぐみ）は、2007年12月10日から2009年3月まで放送された日本BS放送（BS11デジタル）のテレビ番組。ハイビジョン制作。

## 概要
- タレント伊集院光にとって、2004年10月から2005年3月まで、月1回MONDO21で放送していた『月刊イジューイン』以来のテレビ放送での冠番組で週1回放送の番組としては初となる。番組タイトルの由来は、タイトルを決める会議中に使用していたレポート用紙の冒頭部分に書いた会議タイトルの『伊集院光のばんぐみ』が採用された[1]。キャスティングや編集の権限が伊集院自身にあり、『深夜の馬鹿力』（TBSラジオ）や『日曜日の秘密基地』（TBSラジオ）に出演しており、以前から交流のある桐畑トール、元サードメンの浜ロン、サードメン高橋などに加え、ホリプロ系の若手芸人が出演。毎回多彩なゲストを招待し企画を行う。
- オープニングテーマはジェットの「Are You Gonna Be My Girl」（2007年12月10日 - 2008年6月30日まで） 。
- エンディングは月替わりでキングレコード所属のアーティストが担当している。
- 2008年10月16日本放送分から、新企画の放送は一旦終了され、『伊集院光のばんぐみ傑作選』と題して2007年12月から2008年9月まで放送された企画の中から再放送を行っていた[2]。そして、2009年4月から『伊集院光のしんばんぐみ』として再スタートすることになった。

## 番組の特徴
- 伊集院以外の出演者はテロップでの紹介は少なくほとんどの場合グラフィックで紹介されておりこのグラフィックを使った演出は番組本編でも場面の転換や状況の説明などに使用されている。
- 番組の冒頭とエンディングでは番組のロゴマークとなっているアンモナイトが表示されるが回によっては企画の深い関係のあるものに変更されることもある。また、背景はかわらないもののSEが変わっている場合もある。
- コンビやトリオなど揃っての出演は少なく、ピン芸人やコンビやトリオの1人が出演するパターンが多い。

### オープニング
- 番組の大きな特徴としてオープニングがある。最初はブザー音ともに番組ロゴマークが中央に上部に「企画/構成/演出」しばらくブザー音がなった後下部に「伊集院光」という言葉が出て番組本編に移る番組本編では伊集院が今回の企画についてトークする。回によっては伊集院のみトークしたり企画の出演者ともにトークしたりしている。また、後編の企画が放送される場合は前編のダイジェストが流れ、オープニング映像に切り替わる。現在のオープニング映像は3代目2008年9月12日から使用されており番組の常連出演者であるオテンキのりが主演した映像とともに過去に行われた企画「ばんぐみテーマソングを作ろう」で作ったオープニング曲が流れる。また、初代オープニング映像は2007年12月10日 - 2008年6月30日まで使用。化石の映像ともに伊集院光の顔をアイコラした写真が現れたあと、当日の放送内容や視聴者へのメッセージが表示されているが、このメッセージはオープニングテーマのリズムに合わせて色が反転しているうえ、文字が小さく表示時間が短いのでコマ送り等でしか全文を確認できなかった。2代目のオープニング映像は2008年7月3日 - 2008年9月5日まで使用されており「BS11 Presents」出た直後に街に繰り出しそのあと「starring」という言葉が出て街にある「伊集院光」という言葉ともに伊集院の写真が出たあと街にある掲示板に貼られた番組ロゴが流れそのあとはグラフィティともに伊集院の顔が映し出される映像になっていた。

## 企画

### 映画を作ろう
オリジナル映画「待ちぼうけ」をワンシーン・ワンカットで撮影する企画。ワンカットのため、セリフを間違えたり、スタッフが見切れたりすると最初から撮りなおしになる。

#### キャスト
- 恋人を待つ主人公:イマニヤスヒサ （元ビーム）
- ウェイトレス:白鳥久美子
- 喫茶店のマスター[3]:サードメン高橋卓也
- チンピラ:コンツ、浜ロン（元サードメン）、GO（オテンキ）
- サラリーマン:つぶやきシロー
- サラリーマンの不倫相手のフィリピン人:ユリサ
- 50年後の主人公:山崎満
- 50年後のヒロイン:星野晶子

### 歴史を語ろう
薀蓄王として一般的に認知されているものの歴史に弱いと自認している伊集院が、織田信長の歴史を暴走族の抗争に例えて若手芸人に講義する形で覚えてしまおうという企画。伊集院の講義内容の訂正や一般的に語られている歴史とは違う新事実を教えるため、補助役として歴史作家・歴史研究家の河合敦が出演。伊集院から「名前が河合塾に似ている」と突っ込まれる。

#### 出演者
- イマニヤスヒサ
- 白鳥久美子
- サードメン高橋卓也
- 桐畑トール（ほたるゲンジ）
- ユリサ

### みんなでドミノをやろう！
かつてはテレビでよくやっていたドミノ企画。なんとなく面白そうだと感じていた伊集院だったが、参加する機会もなかった。そこで、暇な若手芸人を集めて特に目標もなくやることに。といっても普通の企画のはずもなく、樽酒をみんなに振舞ってベロンベロンになっての『酩酊ドミノ』。ちなみにドミノで作るのは番組タイトル（総数3500個）。番組の途中で『これを酔っ払っているのにキチンと並べてキチンと倒せたら、俺たち売れる可能性がある』との伊集院の発言から、意外な方向になり芸人達も気合で作ったものの、本来ホリプロから飲酒させると手におえないので参加させないほうが良い（伊集院光深夜の馬鹿力より）とされたメグちゃんが暴れだし立てたドミノを破壊、川村がふざけあっていたのりと桐畑にドミノを投げたら流れ弾が伊集院の立てたドミノにぶつかり倒壊、途中で田代と桐畑がセクシー対決をする流れになった際にぶっちゃあがピンクのパンツを見せながら田代に近づいたところ足があたり田代とつぶやきが立てたドミノを倒し田代に土下座するなどの結果、時間内では完成できなかった。そこでオテンキの2人がドミノ撤収作業をしていた所、ぶっちゃあが激怒。場の空気が硬直するほど激怒したが伊集院がカメラの存在をぶっちゃあにアピールし、ぶっちゃあが「嘘よー」とボケて、オテンキの2人が安堵の表情を浮かべぶっちゃあと抱き合うというロケであった。
ネット6放映時は第1話・第2話として放送。

#### 出演者
- 川村エミコ → 途中退場
- 桐畑トール（ほたるゲンジ）
- GO（オテンキ）
- 田代さやか

- つぶやきシロー
- のり（オテンキ）
- ぶっちゃあ（ブッチャーブラザーズ）
- メグちゃん → 途中退場

### 看板カラオケ歌合戦
携帯電話のカメラ機能を使って、商店街の看板の文字を撮影し、ある曲の歌詞を集めて歌おうというもの。
今回は和田アキ子の「古い日記」。文字総数159文字。
ネット6放映時は第9話・第10話として放送。

#### ルール
紅チーム、白チームに別れて、30分で何文字探せるか競う。同じ文字も別の看板から探す。
見つけた文字に応じて、1文字100円、漢字150円を獲得。また、連続した歌詞の場合は連鎖ボーナスとして賞金アップ。
紅チーム：野村浩二（江戸むらさき）、サードメン高橋、川村エミコ
白チーム：磯山良司（江戸むらさき）、イマニヤスヒサ、白鳥久美子

#### 結果
1stステージ：品川区 中延スキップロード （獲得文字数：80文字）
紅チーム72文字（9150円）、白チーム39文字（4100円） ※合計が獲得文字数と一致しないのは、両チーム重複して獲得したものがあると思われる
2ndステージ：品川区 武蔵小山パルム（残り16文字。獲得文字数143文字）
2ndステージ延長戦：伊集院本人も参加し、全員で足りない文字を探す。1時間以上捜索の結果、2コーラス目までの歌詞が残り6文字となった。
最終結果
ロケ時間：8時間、獲得文字数108文字。
紅チーム98文字、白チーム55文字
撮った写真は「古い日記」をBGMに該当の文字の写真を表示させて見せたが、写真が撮れなかった文字に関しては川村、白鳥の写真が表示させ、さらに該当の文字は歌声なしにするといった方法がとられた。

#### 出演者
- 江戸むらさき
- サードメン高橋卓也
- 白鳥久美子
- 川村エミコ
- イマニヤスヒサ

### おブスプルサーマル計画
ホリプロお笑いジェンヌから選りすぐりのブス（伊集院曰く「部分カワイコちゃん」）を選抜し顔を撮影、コンピュータグラフィックスで分割した各人の美人と思えるパーツ（輪郭・髪型・まゆ毛・目・鼻・口）を組み合わせる事で架空の美人を作り上げる企画。1週目の放送分ではつぶやきシローと共に伊集院が暴走、企画趣旨とは逆に最強のブストリオを製作してしまったが、次に真面目に美人を作ってみたところ、意外にも比較的、美人顔が出来てしまい、ブスたちが自分の顔のパーツに自信を深める結果となった。

#### 出演者
- 川村エミコ
- キッチンパーク
- キャラメルクラッチ
- 胡喋蘭

- 白鳥久美子
- つぶやきシロー
- ほくろ38コ
- よしこさん

### 裸フィッシング
伊集院を含む出演者が釣り舟に乗船し、東京湾上で2チームに分かれて海釣りを行う。チームのメンバーが1匹魚を釣る毎に、相手チームのメンバー中の1人が1枚ずつ服を脱ぎ、ロケスタッフに没収される。なお、脱いだ服は自チームのメンバーが1匹釣る毎に、1枚ずつリバースとしてロケスタッフから取り戻して再び着る事が出来る。他にも刺身をかけて同時に釣りをし最後まで釣れなかった人は船の上でハンバーガーを食べるという罰ゲーム（番組ではあくまでご褒美）が行われた。収録の最後は伊集院、田代、ユリサ、のりが船酔いで横になるというロケであった。また、田代にいたっては嘔吐の様子をカメラに撮られその様子が放送されてしまった。タイトルの「裸」の読みは「ら」。
この企画に関しては、偶然見ていたBS11上層部の妻が、あまりの内容に最低だと罵られたことがきっかけで、番組が打ち切られるのではないかと危惧されたことがあった。そのため番組スタッフが、伊集院に企画のセレクト権があるにもかかわらず、その後行われた傑作選やネット6で再放送された番組内でも、この企画だけはスタッフの手であらかじめ×が付けられていたと『深夜の馬鹿力』内で明らかにしている。そのこともあってか、『伊集院光のばらえてぃ〜』第5巻でルールがブラッシュアップされた「裸・裸・裸フィッシング」という企画で収録される予定である。

#### 出演者
- 桐畑トール（ほたるゲンジ）
- のり（オテンキ）
- 田代さやか [5]
- つぶやきシロー
- ユリサ

伊集院・のり・田代のチームと、つぶやき・桐畑・ユリサのチームに分かれて、海釣りを行った。伊集院いわく、チーム分け時点の伊集院と出演者の並び順で2チームに分けたとのこと。

### プロジェクトB ブス写真展
伊集院が川村エミコ、白鳥久美子をモデルに写真を撮影し、5人のお笑い芸人が5億円を持っているという設定で写真を落札する企画。最高落札価格を提示してしまった若手芸人はその写真は持って帰らないといけない。一番落札金額が低い写真のモデルだった人はB（ブスの略）フォトジェニックの称号が与えられる。川村は自前のウエディングドレス、白鳥はセーラー服で写真を撮影した。第14回にて放送。一番低かったのは川村が自動車の上で叫ぶ写真。落札額は3980円。
ネット6放映時は第5話として放送。

#### 出演者
- 川村エミコ
- 白鳥久美子
- イマニヤスヒサ
- 桐畑トール

- サードメン高橋
- 島田秀平（当時号泣）
- 田代32

### ケータイクッキング
ケーキを作るため、携帯電話に登録されている女性の電話番号に電話をかけケーキをつくるための手順を聞く企画。のりの携帯電話に伊集院の妻である篠岡美佳の名前が「美佳」と呼び捨てで登録されていた。番組中に伊集院自身が夫人に電話をかけるシーンがあり、（現在ではほとんどTVに顔を出さない）美佳さんの声が放映されている。

#### 出演者
- イマニヤスヒサ
- サードメン高橋
- 浜ロン
- のり（オテンキ）

### オム喜利
伊集院曰く妻が見ているということで「主婦層の視聴率が高いので主婦層に人気がある企画を」ということでダイエット企画と称し、オムライスに食欲を無くすような言葉をケチャップで書く企画。最後は「MOTTAINAI運動」に賛同しているということで企画で使われたオムライスはすべてスタッフなどが食べる映像が流れた。
ネット6放映時は第13話（最終回）として放送。

#### 出演者
- イマニヤスヒサ
- サードメン高橋
- 浜ロン
- のり（オテンキ）

### カーナビまかせの旅
代表者をくじ引きで決め、番号検索のできるカーナビに03から始まる適当な電話番号をスタッフが入力。カーナビの指示通りに目的地を目指すが、決まった目的地は代表者にばれないように隠されている。そこに到着するまでの間に代表者が嘘の思い出話を語り、目的地ではその思い出を元に町を散策する企画。勿論思い出は嘘のため芸人の腕が必要となる企画となっている。元々は若手芸人3人が挑戦したが移動距離が思った以上に短かったこともあり最後は伊集院も急遽参加した。伊集院光深夜の馬鹿力の番組スタッフらと行った遊びが原型。

#### 出演者
- イマニヤスヒサ
- 浜ロン
- のり（オテンキ）

### 紙芝居を作ろう
若手芸人と「三匹の子ぶた」の紙芝居を作る企画ではあるがストーリーは予め教えられていないため、若手芸人と伊集院でどういったストーリーであったかを思い出しつつ描くという企画。各自ストーリーに脚色をした為、伊集院の担当したレンガの家の製作シーンではとてもではないが子供には見せられないほど暗いセリフが並んだ（例：あと何個レンガを積めばいいのだろう。僕はどうしてノロマなんだろう。）。
ネット6放映時は第3話・第4話として放送。

#### 出演者
- きくりん:流派「リアル主義」
- 白鳥久美子:流派「ロマン派」
- 田代32:流派「どノーマル」
- 永尾宗大（絵がやばいやつということでイマニの推薦で出演、元コンツ）:流派「永尾流」

- 中村まゆみ:流派「アメコミ」
- のり（オテンキ）:流派「コミカル」
- GO（オテンキ）:流派「写実派」

### 暴走タシロボ32ゲーム
「タシロボ」（田代32）から送られてくる写メをヒントに、地球防衛軍に扮した若手芸人がギャラを賭けて、暴走しているタシロボの場所を特定・捕獲するゲーム。週刊ファミ通で自身が連載しているコラムにこのゲームと思しきことを書いているが、収録前に書いたか後に書いたかは不明。

#### ルール
- 山手線全29駅のどこかに投下されたタシロボは、曲がり角（又は信号）に沿って「右→左→右→左」の順にしか進むことができない。スタート地点を決めるくじ引きもタシロボが作って[6]引く予定だったが、字が下手だった為、スタッフで作って引いた。
- タシロボは5分に1回ごとに場所のヒントとなる写メを「北→西→南→東」の順番で1回につき1枚撮影し、本部へ送信（最初の1枚目は暴走20分後）。

ここまでが伊集院博士が考えたルールで、以下は番組の収録中に追加されたルール
- タシロボはコカ・コーラの自動販売機の前を通ったら必ず1本コカ・コーラを飲み、空き缶は持ち帰らなければならない。
- タシロボは犬を見つけたら、進行方向とは逆に1分間ダッシュし、その後は歩いて元の位置まで戻らなければならない。（1回場所が特定されたら、地球防衛軍に推測される為）
- タシロボは活動時間3時間を超えると、体内の爆破装置が起動し、自爆してしまう。
- タシロボを3時間以内に捕獲できなければ伊集院博士以外のギャラは無し。
- タシロボは横断歩道を渡る時は信号機にならい音楽を奏でなければならない。

#### 出演者
- 田代32
- のり（オテンキ）
- イマニヤスヒサ
- サードメン高橋

### 真剣ジャンケン
若手芸人が伊集院光のばんぐみ1ヶ月間出演禁止というペナルティをかけて、ジャンケン勝負をする企画。
ネット6放送時には第11話・第12話として放送。

#### ルール
- じゃんけん開始は3時間後、その時間内に駆け引きをする、また時間内では伊集院との個人面接がある。
- 負けたら人数に関係なく1ヶ月出演禁止。
- あいこの場合は、次のジャンケンまで30分間の猶予が与えられる。全員が同じ手であいこだった場合は1ヶ月出演禁止は免除。
- 密談ルームというのがあり、5分間のみ使用可能。2人指名して最高で3人まで入室可能。

#### 出演者
- イマニヤスヒサ
- 浜ロン
- サードメン高橋
- 川村エミコ

- 白鳥久美子
- のり（オテンキ）
- GO（オテンキ）

### お手がるた
全46枚の写真とひらがな46文字を組み合わせて「かるた」を作る企画。子供に向けて必ず教訓を入れなければならず、出来の悪い読み札はやり直しとなる。読み札の合否は伊集院がジャッジ。かるたのベース写真はデザインエクスチェンジ株式会社の「フォト満タン」シリーズと「DEX IMAGE」シリーズからセレクトしたロイヤリティフリーの素材を使用した。各々が「好きな写真」と「頭文字のいろは」を選べる。この企画ではホリプロ及びホリプロコム所属の芸人のみの出演となっている。後編では実際に作ったかるたを使って子供達にかるたをやらせた。
ネット6放送時には第7話・第8話として放送。

#### 出演者
- つぶやきシロー
- 島田秀平
- 西尾季隆（丁半コロコロ）
- 川元文太（ダブルブッキング）
- ゆうき（ヒデヨシ）

### サイクルリサイクル
真剣じゃんけん勝利ご褒美企画。街の中に多数ある放置自転車を集めて1台の新しい自転車を作る。まずは荒川の土手を歩き回り、不法投棄されている自転車を探すも見つからず、仕方がないので、住宅街を歩き、個人宅を回り、いらない自転車を譲ってもらう作戦に変更。集めた自転車と車輪の使えるパーツをバラバラにして、新しく塗装して再び組みなおして新しい自転車を作り、最後に伊集院が試乗した。

#### 出演者
- イマニヤスヒサ
- 白鳥久美子
- 浜ロン
- 江波戸邦昌（オテンキ）

後編のみ
- 川村エミコ
- のり（オテンキ）
- GO（オテンキ）

### T喜利
Tシャツを使った大喜利で、無地のTシャツにセンスのある、TPOに応じた一言を添えて面白いTシャツを作る企画。Tシャツのデザインは文字限定。全4回戦。各お題にモデルがおり、その人が気に入った順にランキングを設定。この企画から毎週木曜日に放送時間が移動され放送時間も5分縮小された。

#### 出演者
- 西尾季隆（X-GUN）
- 川元文太（ダブルブッキング）
- ゆうき（ヒデヨシ）
- 今野浩喜（当時キングオブコメディ）
- 浜ロン

- ユリサ:1回戦「モテないTシャツ」のモデル
- のり（オテンキ）:2回戦「夏のデブTシャツ」のモデル
- 足立麻美（キャラメルクラッチ）:3回戦「勝負Tシャツ」のモデル
- イマニヤスヒサ:4回戦「ブサイクカップルTシャツ」のモデル
- 白鳥久美子:4回戦「ブサイクカップルTシャツ」のモデル

### オテンキのネタを作ろう
番組では活躍しているものの、ライブなどのネタではイマイチ受けていないオテンキのためネタを考えようという企画。

#### 出演者
- オテンキ（のり・GO・江波戸邦昌）
- 丁半コロコロ（西尾季隆・さがね正裕）
- キングオブコメディ（今野浩喜・高橋健一）

後編のみ
- ぶっちゃあ（ブッチャーブラザーズ）

### 超難解間違い探し
居酒屋（東京・恵比寿 浜焼・漁師料理 波平）を舞台に間違い探しを行う企画。GOさんチーム（西尾、白鳥、イマニ、GO）とのりさんチーム（高橋、のり、浜ロン、今野）に分かれて対決。負けたほうは番組二ヶ月出演停止のペナルティがある。しかし、実際はドッキリ企画で本来ならばあるべき間違いは一切なく、つまりは何も仕掛けられていない間違いなき間違い探しをしている若手芸人たちをウォッチングする企画。さらに、後編では最終決着の為、8個の中に1つだけからし入りシュークリームが入っているロシアンルーレットに挑戦。からし入りを当ててしまった人は番組1年出演停止というペナルティがあるが、これもシュークリームにからし入りは1個もなく、つまりは思い込みだけで自らを追い込んでいく若手芸人をウォッチングするようになっている。

#### 出演者
- イマニヤスヒサ
- 白鳥久美子
- サードメン高橋
- 浜ロン

- 今野浩喜（キングオブコメディ）
- 西尾季隆（丁半コロコロ）
- のり（オテンキ）
- GO（オテンキ）

### 特撮映画を作ろう
オリジナル特撮映画「イジュラ」を予算がない分ガッツで作り上げて撮ろうという企画。前編では主にロケ撮影のメイキング、後編では伊集院扮するイジュラのメイキングと試写会が放送された。撮影は1日、編集などの作業を含めると制作期間は僅か8日で完成。試写会には実際にマスコミ（テレビブロス、TV LIFE、CONTINUEなど）を招待し映画の試写とインタビューを行った。

#### 出演者
- 地球防衛軍:イマニヤスヒサ
- 地球防衛軍・イジュラに気付き自転車で逃げる男性:サードメン高橋
- イジュラを最初に発見する女性:ユリサ
- イジュラを説得し暴走を止めようとする女性:白鳥久美子
- タシロボ:田代32[8]
- オテンキ
  - ユリサの恋人役・逃げる群衆:江波戸邦昌
  - 逃げる群衆:のり
  - 逃げる群衆:GO

### ばんぐみテーマソングを作ろう
著作権フリーの楽曲「オクラホマミキサー」にオリジナルの歌詞をつけて番組テーマソングを作ろうという企画。最後は伊集院がレコーディングした。前編はオープニング曲を作り、歌詞の構成は1番のテーマが「男らしい」、2番のテーマが「女々しい」、3番のテーマが「より男らしい」という統一したテーマで歌詞を作った、この曲は前述通りオープニング曲で使用されている。後編はエンディング曲を作るということで使う楽曲はオープニング同様「オクラホマミキサー」を使い1番が「大きい」2番が「小さい」3番が「さらに大きい」というテーマでエンディングの歌詞を作ったがこちらは元々エンディング曲があるため使用はされていない。

#### 出演者
- つぶやきシロー
- 西尾季隆（丁半コロコロ）
- 川元文太（ダブルブッキング）
- ゆうき（ヒデヨシ）
- 白鳥久美子[9]

### 伊集院光の秘密大公開!クロスワードパズル
伊集院光の秘密が隠されているクロスワードパズルを解いていく企画。しかし問題には普通の知識を問う問題があれば出演者が身を削るようなプライベートに関する問題もありそれを解かないと伊集院の秘密が暴けない仕組みとなっている。企画最後にその秘密とは「バングミシュウリョウ」というメッセージでこの企画をもって新企画の放送は一旦終了され傑作選の放送に移行された。

#### 出演者
- イマニヤスヒサ
- サードメン高橋
- 浜ロン
- 桐畑トール(ほたるゲンジ)
- 田代32

- のり（オテンキ）
- GO（オテンキ）
- 川村エミコ
- 白鳥久美子
- ユリサ

## ミニコーナー

### 伊集院光のしゃしん
提案者が予めテーマに沿った写真を撮りその写真ジャンルの名称をみんなで決めてその写真ジャンルの権威になろうという企画。初期はジャンルのみを提案するだけであったが回が進むにつれ番組内で提案されたジャンルを扱って新しい作品を紹介するということも増えている。2008年6月2日放送分にて30分この企画のみが放送され2008年6月9日放送分からはミニコーナーとして番組の合間におこなわれている。しかし、回によってはこのコーナーがお休みの場合がある。2008年7月18日、9月18日では25分この企画を放送。
ネット6放送時には、2008年6月2日放送分が第6話、6月9日放送分が第7話、6月19日放送分が第8話として放送されている。

#### 出演者（2008年6月2日 - 6月19日、2008年7月4日 - 7月11日）
- つぶやきシロー
- 田代32
- 中村まゆみ
- 白鳥久美子
- 今野浩喜（キングオブコメディ）

#### 出演者（2008年7月18日）
- 田代32
- 浜ロン
- GO（オテンキ）
- 白鳥久美子
- もりちえみ ※この放送より専属アシスタントに就任

#### 出演者（2008年9月5日）
- 田代32
- 浜ロン
- もりちえみ

#### 出演者（2008年9月12日）
- 今野浩喜（キングオブコメディ）
- 白鳥久美子
- もりちえみ

#### 出演者（2008年9月19日）
- 今野浩喜（キングオブコメディ）
- 白鳥久美子
- サードメン高橋卓也
- 浜ロン
- もりちえみ

## ネット局

### BS11
本放送
- 毎週日曜（月曜未明）24:00 - 24:30（2007年12月10日 - 2008年6月30日）
- 毎週木曜（金曜未明）24:00 - 24:25（2008年7月3日 - 9月25日）
- 毎週木曜（金曜未明）24:00 - 24:30（2008年10月2日 - 2009年3月）

再放送
- 毎週日曜（月曜未明）24:00 - 24:25（2008年7月6日 - 9月28日）

### CSホームドラマチャンネル
初回放送
- 毎週金曜（土曜未明）25:45 - 26:15（2012年2月10日 - ）

リピート放送
- 毎週日曜（月曜未明）27:30 - 28:00
- 毎週金曜 18:30 - 19:00

### 東名阪ネット6
新作DVD『伊集院光のばらえてぃー』のプロモーションのため、2012年4月から6月まで東名阪ネット6加盟局でもセレクション放送された。
| 放送地域 | 放送局           | 放送期間               | 放送日時           | 系列  | 備考   |
| -------- | ---------------- | ---------------------- | ------------------ | ----- | ------ |
| 京都府   | KBS京都          | 2012年4月1日 - 6月24日 | 日曜 23:00 - 23:30 | JAITS |        |
| 兵庫県   | サンテレビジョン | 2012年4月7日 -         | 土曜 24:30 - 25:00 | JAITS |        |
| 三重県   | 三重テレビ放送   | 2012年4月8日 - 9月1日  | 不定期放送         | JAITS |        |
| 神奈川県 | テレビ神奈川     | 2012年4月5日 -         | 木曜 22:30 - 23:00 | JAITS |        |
| 千葉県   | 千葉テレビ放送   | 2012年4月3日 - 6月26日 | 火曜 25:00 - 25:30 | JAITS |        |
| 埼玉県   | テレビ埼玉       | 2012年4月4日 -         | 水曜 26:05 - 26:35 | JAITS | [ 10 ] |

## DVD
「伊集院光のばんぐみ」で放送されたDVDに関して記述する。「伊集院光のしんばんぐみ」で放送されてDVD化したものは伊集院光のしんばんぐみDVDの項目を参照。
- 伊集院光のばんぐみのでぃーぶいでぃー vol.1（2008年10月15日発売） ポニーキャニオン
  - DISC1:その1 「真剣じゃんけん」(伊集院ズカット) DISC2:その2 「ブスプルサーマル計画」「オム喜利」「お手がるた」
- 伊集院光のばんぐみのでぃーぶいでぃー vol.2（2008年11月19日発売）ポニーキャニオン
  - DISC1:その3 「映画を作ろう! - 1カメ・ノーカット映画製作」(伊集院ズカット) DISC2:その4 「特撮映画を作ろう - イジュラ - 」「イジュラ - 予告編 - 」「ブスフォトジェニック - プロジェクトB - 」
- 伊集院光のでぃーぶいでぃー 〜超難解 間違い探しの巻[11]（2010年1月20日発売）ポニーキャニオン
- 伊集院光のでぃーぶいでぃー 〜しゃしん『伊』の巻[12]（2010年2月17日発売）ポニーキャニオン
- 伊集院光のでぃーぶいでぃー みんなでチカラをあわせていろいろつくってみようの巻[13]（2010年3月17日発売）ポニーキャニオン
  - 「酩酊ドミノ」「ばんぐみテーマソングを作ろう!」「紙芝居を作ろう!」の3企画を収録

## スタッフ
- 企画・構成・演出：伊集院光
- 構成：桝本壮志、石原大二郎
- 技術
  - ＣＡＭ：高原晃太郎
  - ＶＥ：福重伸隆
  - ＣＡ：金子徳子
- 音効：高島慎太郎
- 編集：大野昌寛
- ＭＡ：山本英樹
- メイク：古庄真知子
- ＡＰ：石田麻衣
- ディレクター：ウエダダイスケ、清水彰介、浅井裕太郎
- 監修：城間康男
- プロデューサー：磯ヶ谷好章（日本BS放送）、三瓶慶介（ホリプロ）、佐藤哲也（ホリプロ）、中川真由美（ホリプロ）
- 製作著作：日本BS放送、ホリプロ

## エンディングテーマ
前述通りすべてキングレコード所属のアーティストがエンディングテーマとなっている。
2007年
- アリス九號「cosmic world」12月度

2008年
- INORAN「I swear」1月度
- SHOWTA. 「春なのに」2月度
- 田中ロウマ 「Forever Love feat.青山テルマ」3月度
- THE JETZEJOHNSON 「Dancetek」4月度
- 田中ロウマ feat.melody. 「Boyfriend/Girlfriend」5月度
- Revo&梶浦由記 「砂塵の彼方へ…」6月度
- MAY'S 「My Everything」7月度
- Clench & Blistah「真夏のMemory... feat.Foxxi misQ」8月度
- Kagrra,「渦」9月度